# Herb gminy Kazimierz Biskupi
Herb gminy Kazimierz Biskupi – jeden z symboli gminy Kazimierz Biskupi, ustanowiony 21 lipca 2011.

## Wygląd i symbolika
Herb przedstawia na tarczy w polu błękitnym sylwetki Pięciu Braci Męczenników w srebrnych szatach.